# 旌忠寺
旌忠寺（せいちゅうじ）は、中華人民共和国江蘇省揚州市広陵区仁豊里旌忠巷2号にある仏教寺院。現存した旌忠寺は20世紀80年代に再建した建物で、山門、大雄宝殿、蔵経楼三殿を分ける。

## 歴史
旌忠寺は南朝梁の蕭統の文選楼の旧跡。南朝陳のときにここでお寺の寂照院を建てます。南宋の隆興年間に武穆王岳飛を祭る功徳院に改称されました。咸淳年間、「旌忠寺」と改称。清の光緒年間、朗照、無量、鏡如などの僧が、前後して斎田を置き、山門を修築し、庁室、廊下室、僧舎、台所、浴室などの施設を建設した。光緒30年（1904年）、僧鏡は溝道を整理する時、宋人の隷書「旌忠寺」の三文字の石額を得ます。
1962年5月、揚州市人民政府は仏寺を揚州市文物保護単位に認定した。1984年から旌忠寺が全面的に建設され、1991年9月に完成した。

## 伽藍
山門、大雄宝殿、鐘楼、鼓楼、蔵経楼、薬師殿、三聖殿、観音殿、岳王廟、毘盧殿